# Sarsia piriforma
Sarsia piriforma är en nässeldjursart som beskrevs av Edwards 1983. Sarsia piriforma ingår i släktet Sarsia och familjen Corynidae. Inga underarter finns listade i Catalogue of Life.